# Black Dynamite
Black Dynamite es una película estadounidense de 2009 dirigida por Scott Sanders. La protagonizan Michael Jai White, Tommy Davidson y Salli Richardson. La película es una parodia y homenaje al género blaxploitation y a las películas de acción de los años 70.
La película se estrenó en cines en los Estados Unidos el 16 de octubre de 2009 durante dos semanas (con un estreno "oficial" en el Festival de Cine After Dark de Toronto) y fue bien recibida por los críticos. La versión original en vídeo doméstico se lanzó el 16 de febrero de 2010.

## Sinopsis
En la década de 1970, Black Dynamite es un veterano de la guerra de Vietnam, ex oficial de la CIA y un consumado practicante de kung-fu en Los Ángeles. Cuando su hermano Jimmy es asesinado por una organización sospechosa, jura limpiar las calles de narcotraficantes y gánsteres. La CIA lo reincorpora a la agencia porque no quieren que busque venganza por su cuenta. Tras encontrar un casquillo de bala  en la escena del crimen, descubre un plan para debilitar a los afroamericanos: distribuyendo heroína a orfanatos locales y adulterando cerveza en barrios negros, lo que les reduce el tamaño del pene. Black Dynamite descubre la verdadera identidad del cerebro detrás de toda la operación: el presidente de los Estados Unidos, Richard Nixon.

## Reparto
- Michael Jai White - Black Dynamite
- Tommy Davidson - Cream Corn
- Salli Richardson -  Gloria
- Kevin Chapman - O’Leary
- Kym Whitley - Honey Bee
- Phil Morris - Saheed
- Byron Minns - Bullhorn
- Mike Starr - Rafelli
- Tucker Smallwood - Congressman Monroe James
- Arsenio Hall - Tasty Freeze
- Obba Babatundé - Osiris
- Buddy Lewis - Gunsmoke
- Roger Yuan - Fiendish Dr. Wu
- James McManus - Richard Nixon
- Nicole Sullivan - Patricia Nixon
- Pete Antico - Abraham Lincoln